# 10cc/Diskografie
Diese Diskografie ist eine Übersicht über die veröffentlichten Tonträger der britischen Rockband 10cc. Den Schallplattenauszeichnungen zufolge hat sie bisher mehr als 4,9 Millionen Tonträger verkauft, davon alleine in ihrer Heimat über 3,1 Millionen. Ihre erfolgreichste Veröffentlichung ist die Single The Things We Do for Love mit über 700.000 verkauften Einheiten.

## Alben

### Studioalben
| Jahr | Titel Musiklabel                             | Höchstplatzierung, Gesamtwochen, AuszeichnungChartplatzierungen (Jahr, Titel, Musiklabel, Platzierungen, Wochen, Auszeichnungen, Anmerkungen) | Höchstplatzierung, Gesamtwochen, AuszeichnungChartplatzierungen (Jahr, Titel, Musiklabel, Platzierungen, Wochen, Auszeichnungen, Anmerkungen) | Höchstplatzierung, Gesamtwochen, AuszeichnungChartplatzierungen (Jahr, Titel, Musiklabel, Platzierungen, Wochen, Auszeichnungen, Anmerkungen) | Höchstplatzierung, Gesamtwochen, AuszeichnungChartplatzierungen (Jahr, Titel, Musiklabel, Platzierungen, Wochen, Auszeichnungen, Anmerkungen) | Höchstplatzierung, Gesamtwochen, AuszeichnungChartplatzierungen (Jahr, Titel, Musiklabel, Platzierungen, Wochen, Auszeichnungen, Anmerkungen) | Anmerkungen                              |
| Jahr | Titel Musiklabel                             | DE | AT | CH | UK | US | Anmerkungen                              |
| ---- | -------------------------------------------- | --- | --- | --- | --- | --- | ---------------------------------------- |
| 1972 | Thinks: School Stinks                        | — | — | — | — | — | Erstveröffentlichung: 1972 als Hotlegs   |
| 1973 | 10cc UK Records                              | — | — | — | UK36 Silber · (5 Wo.)UK | US161 (5 Wo.)US | Erstveröffentlichung: Juli 1973          |
| 1974 | Sheet Music UK Records                       | — | — | — | UK9 Gold · (24 Wo.)UK | US81 (14 Wo.)US | Erstveröffentlichung: 28. Mai 1974       |
| 1975 | The Original Soundtrack Mercury Records      | — | — | — | UK3 Gold · (40 Wo.)UK | US15 (25 Wo.)US | Erstveröffentlichung: 24. März 1975      |
| 1976 | How Dare You! Mercury Records                | — | — | — | UK5 Gold · (30 Wo.)UK | US47 (13 Wo.)US | Erstveröffentlichung: 2. Januar 1976     |
| 1977 | Deceptive Bends Mercury Records              | — | — | — | UK3 Gold · (21 Wo.)UK | US31 (20 Wo.)US | Erstveröffentlichung: 18. April 1977     |
| 1978 | Bloody Tourists Mercury Records              | DE12 (21 Wo.)DE | — | — | UK3 Silber · (15 Wo.)UK | US69 (17 Wo.)US | Erstveröffentlichung: 1. September 1978  |
| 1980 | Look Hear? Warner Bros. / Mercury Records    | DE40 (10 Wo.)DE | — | — | UK35 (5 Wo.)UK | US180 (2 Wo.)US | Erstveröffentlichung: 28. März 1980      |
| 1981 | Ten Out of 10 Warner Bros. / Mercury Records | — | — | — | — | — | Erstveröffentlichung: 27. November 1981  |
| 1983 | Windows in the Jungle Mercury Records        | — | — | — | UK70 (2 Wo.)UK | — | Erstveröffentlichung: 16. September 1983 |
| 1992 | Meanwhile Polydor                            | — | — | — | — | — | Erstveröffentlichung: 11. Mai 1992       |
| 1995 | Mirror Mirror ZYX                            | — | — | — | — | — | Erstveröffentlichung: 28. März 1995      |

grau schraffiert: keine Chartdaten aus diesem Jahr verfügbar

### Livealben
| Jahr | Titel             | Höchstplatzierung, Gesamtwochen, AuszeichnungChartplatzierungen (Jahr, Titel, Platzierungen, Wochen, Auszeichnungen, Anmerkungen) | Höchstplatzierung, Gesamtwochen, AuszeichnungChartplatzierungen (Jahr, Titel, Platzierungen, Wochen, Auszeichnungen, Anmerkungen) | Höchstplatzierung, Gesamtwochen, AuszeichnungChartplatzierungen (Jahr, Titel, Platzierungen, Wochen, Auszeichnungen, Anmerkungen) | Höchstplatzierung, Gesamtwochen, AuszeichnungChartplatzierungen (Jahr, Titel, Platzierungen, Wochen, Auszeichnungen, Anmerkungen) | Höchstplatzierung, Gesamtwochen, AuszeichnungChartplatzierungen (Jahr, Titel, Platzierungen, Wochen, Auszeichnungen, Anmerkungen) | Anmerkungen                           |
| Jahr | Titel             | DE | AT | CH | UK | US | Anmerkungen                           |
| ---- | ----------------- | --- | --- | --- | --- | --- | ------------------------------------- |
| 1977 | Live and Let Live | — | — | — | UK14 Gold · (15 Wo.)UK | US146 (6 Wo.)US | Erstveröffentlichung: 7. Oktober 1977 |

grau schraffiert: keine Chartdaten aus diesem Jahr verfügbar
Weitere Livealben
- 1982: 10cc in Concert
- 1993: Alive
- 1996: Live in Concert Volume One
- 1996: Live in Concert Volume Two
- 1996: In Concert (King Biscuit Flower Hour)
- 2000: Live
- 2001: Alive: The Classic Hits Tour
- 2003: From the Front Row... Live!
- 2007: The Best of 10cc Live (Beilage der Zeitung The Mail on Sunday)
- 2008: Clever Clogs – Live in Concert
- 2011: Live in Concert – Recorded During the Band’s UK Tour

### Kompilationen
| Jahr | Titel                                                     | Höchstplatzierung, Gesamtwochen, AuszeichnungChartplatzierungen (Jahr, Titel, Platzierungen, Wochen, Auszeichnungen, Anmerkungen) | Höchstplatzierung, Gesamtwochen, AuszeichnungChartplatzierungen (Jahr, Titel, Platzierungen, Wochen, Auszeichnungen, Anmerkungen) | Höchstplatzierung, Gesamtwochen, AuszeichnungChartplatzierungen (Jahr, Titel, Platzierungen, Wochen, Auszeichnungen, Anmerkungen) | Höchstplatzierung, Gesamtwochen, AuszeichnungChartplatzierungen (Jahr, Titel, Platzierungen, Wochen, Auszeichnungen, Anmerkungen) | Höchstplatzierung, Gesamtwochen, AuszeichnungChartplatzierungen (Jahr, Titel, Platzierungen, Wochen, Auszeichnungen, Anmerkungen) | Anmerkungen                                              |
| Jahr | Titel                                                     | DE | AT | CH | UK | US | Anmerkungen                                              |
| ---- | --------------------------------------------------------- | --- | --- | --- | --- | --- | -------------------------------------------------------- |
| 1975 | The Greatest Hits of 10cc                                 | — | — | — | UK9 Gold · (18 Wo.)UK | — | Erstveröffentlichung: Juni 1975                          |
| 1979 | Greatest Hits 1972–1978                                   | — | — | — | UK5 Platin · (21 Wo.)UK | US188 (4 Wo.)US | Erstveröffentlichung: Oktober 1979                       |
| 1987 | Changing Faces – The Very Best of 10cc and Godley & Creme | — | — | — | UK4 Platin · (18 Wo.)UK | — | Erstveröffentlichung: 17. August 1987 mit Godley & Creme |
| 1997 | The Very Best of 10cc                                     | — | — | — | UK37 Gold · (4 Wo.)UK | — | Erstveröffentlichung: 24. März 1997                      |
| 2006 | Greatest Hits ... and More                                | — | — | — | UK42 (4 Wo.)UK | — | Erstveröffentlichung: 6. November 2006                   |
| 2009 | The Very Best Of                                          | — | — | — | UK39 Platin · (2 Wo.)UK | — | Erstveröffentlichung: 2009                               |
| 2021 | The Essential                                             | — | — | — | UK53 (2 Wo.)UK | — | Erstveröffentlichung: 5. Februar 2021                    |
| 2022 | The Things We Do for Love: The Ultimate Hits and Beyond   | — | — | — | UK58 (1 Wo.)UK | — | Erstveröffentlichung: 20. Mai 2022                       |

grau schraffiert: keine Chartdaten aus diesem Jahr verfügbar
Weitere Kompilationen
- 1975: 100cc Greatest Hits of 10cc
- 1977: 10cc: Motive
- 1978: The Songs We Do for Love (nur in Japan veröffentlicht)
- 1979: Tropical and Love Songs (nur in Japan veröffentlicht)
- 1985: The Complete Hit-Album
- 1989: Hits
- 1990: A Decade of Hits
- 1990: The Hits
- 1991: 10cc (nur in Italien veröffentlicht)
- 1993: The Best of the Early Years
- 1993: Food for Thought
- 1993: Alive: The Very Best Of
- 1997: Greatest Hits & More
- 1997: Rubber Bullets
- 1998: The Singles (nur in den USA veröffentlicht)
- 1998: 10cc (Master Series)
- 1998: The Things We Do for Love
- 2000: Best of the 70’s
- 2001: Good News: An Introduction to 10cc
- 2001: The Singles 1975 – 1992
- 2002: The Definitive Collection
- 2002: Dressed to Kill
- 2002: 20th Century Masters: The Best of 10cc
- 2003: The Ultimate Collection
- 2004: The Complete UK Recordings 1972–1974
- 2006: I’m Not in Love – Best (1975–1992) (Universal/Zounds, alle Titel digital remastered, CD-Text)
- 2007: The UK Records Singles Collection
- 2008: Collected
- 2017: During After: The Best of 10cc

### EPs
- 1993: Across the Universe

## Singles
| Jahr | Titel Album                                          | Höchstplatzierung, Gesamtwochen, AuszeichnungChartplatzierungen (Jahr, Titel, Album, Platzierungen, Wochen, Auszeichnungen, Anmerkungen) | Höchstplatzierung, Gesamtwochen, AuszeichnungChartplatzierungen (Jahr, Titel, Album, Platzierungen, Wochen, Auszeichnungen, Anmerkungen) | Höchstplatzierung, Gesamtwochen, AuszeichnungChartplatzierungen (Jahr, Titel, Album, Platzierungen, Wochen, Auszeichnungen, Anmerkungen) | Höchstplatzierung, Gesamtwochen, AuszeichnungChartplatzierungen (Jahr, Titel, Album, Platzierungen, Wochen, Auszeichnungen, Anmerkungen) | Höchstplatzierung, Gesamtwochen, AuszeichnungChartplatzierungen (Jahr, Titel, Album, Platzierungen, Wochen, Auszeichnungen, Anmerkungen) | Höchstplatzierung, Gesamtwochen, AuszeichnungChartplatzierungen (Jahr, Titel, Album, Platzierungen, Wochen, Auszeichnungen, Anmerkungen) | Anmerkungen                                                                                            |
| Jahr | Titel Album                                          | DE | AT | CH | UK | US | IE | Anmerkungen                                                                                            |
| ---- | ---------------------------------------------------- | --- | --- | --- | --- | --- | --- | --- |
| 1970 | Neanderthal Man The Very Best Of                     | DE4 (9 Wo.)DE | AT7 (12 Wo.)AT | CH3 (13 Wo.)CH | UK2 (14 Wo.)UK | US22 (9 Wo.)US | IE12 (3 Wo.)IE | Erstveröffentlichung: Juni 1970 als Hotlegs                                                            |
| 1972 | Donna 10cc                                           | — | — | — | UK2 (13 Wo.)UK | — | IE2 (6 Wo.)IE | Erstveröffentlichung: 2. August 1972 B-Seite: Hot Sun Rock                                             |
| 1973 | Rubber Bullets 10cc                                  | DE18 (8 Wo.)DE | — | — | UK1 (15 Wo.)UK | US73 (8 Wo.)US | IE1 (10 Wo.)IE | Erstveröffentlichung: 24. März 1973 B-Seiten: Waterfall / Donna                                        |
| 1973 | The Dean and I 10cc                                  | — | — | — | UK10 (8 Wo.)UK | — | IE1 (6 Wo.)IE | Erstveröffentlichung: 10. August 1973 B-Seite: Bee in My Bonnet                                        |
| 1974 | The Wall Street Shuffle Sheet Music                  | DE38 (3 Wo.)DE | — | — | UK10 (10 Wo.)UK | — | IE9 (2 Wo.)IE | Erstveröffentlichung: 7. Juni 1974 B-Seiten: Gismo My Way / The Dean and I                             |
| 1974 | Silly Love Sheet Music                               | — | — | — | UK24 (7 Wo.)UK | — | — | Erstveröffentlichung: 23. August 1974 B-Seite: The Sacro-Iliac                                         |
| 1975 | Life Is a Minestrone The Original Soundtrack         | — | — | — | UK7 (8 Wo.)UK | — | IE7 (5 Wo.)IE | Erstveröffentlichung: 28. März 1975 B-Seite: Channel Swimmer                                           |
| 1975 | I’m Not in Love The Original Soundtrack              | DE8 (19 Wo.)DE | — | CH8 (9 Wo.)CH | UK1 Platin · (11 Wo.)UK | US2 (17 Wo.)US | IE1 (9 Wo.)IE | Erstveröffentlichung: 23. Mai 1975 B-Seiten: Good News / For You and I / Dreadlock Holiday / Lazy Ways |
| 1975 | Art for Art’s Sake How Dare You!                     | — | — | — | UK5 (10 Wo.)UK | US83 (6 Wo.)US | IE4 (12 Wo.)IE | Erstveröffentlichung: 21. November 1975 B-Seite: Get It While You Can                                  |
| 1976 | I’m Mandy Fly Me How Dare You!                       | — | — | — | UK6 (9 Wo.)UK | US60 (4 Wo.)US | IE3 (7 Wo.)IE | Erstveröffentlichung: 12. März 1976 B-Seite: How Dare You!                                             |
| 1976 | The Things We Do for Love Deceptive Bends            | — | — | — | UK6 Silber · (11 Wo.)UK | US5 Gold · (19 Wo.)US | IE2 (7 Wo.)IE | Erstveröffentlichung: 3. November 1976 B-Seite: Hot to Trot                                            |
| 1977 | Good Morning Judge Deceptive Bends                   | DE23 (12 Wo.)DE | — | — | UK5 Silber · (12 Wo.)UK | US69 (8 Wo.)US | — | Erstveröffentlichung: 17. März 1977 B-Seite: Don’t Squeeze Me Like Toothpaste                          |
| 1977 | People in Love Deceptive Bends                       | — | — | — | — | US40 (7 Wo.)US | — | Erstveröffentlichung: August 1977 B-Seite: I’m So Laid Back I’m Laid Out                               |
| 1978 | Dreadlock Holiday Bloody Tourists                    | DE11 (23 Wo.)DE | AT18 (8 Wo.)AT | CH5 (8 Wo.)CH | UK1 Gold · (13 Wo.)UK | US44 (10 Wo.)US | IE2 (9 Wo.)IE | Erstveröffentlichung: 21. Juli 1978 B-Seite: Nothing Can Move Me                                       |
| 1979 | For You and I Bloody Tourists                        | — | — | — | — | US85 (3 Wo.)US | — | Erstveröffentlichung: 27. Februar 1979 B-Seite: Take These Chains                                      |
| 1982 | Run Away The Ultimate Collection                     | — | — | — | UK50 (4 Wo.)UK | — | — | Erstveröffentlichung: 19. Juli 1982 B-Seite: Action Man in Motown Suit                                 |
| 1983 | 24 Hours Windows In The Jungle                       | — | — | — | UK78 (3 Wo.)UK | — | — | Erstveröffentlichung: April 1983 B-Seite: Dreadlock Holiday (live)                                     |
| 1983 | Feel the Love Windows In The Jungle                  | — | — | — | UK87 (3 Wo.)UK | — | — | Erstveröffentlichung: 17. Juni 1983 B-Seite: She Gives Me Pain                                         |
| 1995 | I’m Not in Love (Acoustic Session ’95) Mirror Mirror | — | — | — | UK29 (2 Wo.)UK | — | — | Erstveröffentlichung: 13. März 1995                                                                    |

grau schraffiert: keine Chartdaten aus diesem Jahr verfügbar
Weitere Singles
- 1972: Johnny, Don’t Do It! / 4% of Something...
- 1974: The Worst Band in the World / 18 Carat Man of Means
- 1974: Headline Hustler / Speed Kills
- 1975: Waterfall / 4% of Something
- 1976: Lazy Ways / Life Is a Minestrone
- 1977: Wall Street Shuffle (live) / You’ve Got a Cold (live)
- 1978: Reds in My Bed / Take These Chains
- 1978: From Rochdale to Ocho Rios / Take These Chains
- 1980: One-Two-Five / Only Child
- 1980: It Doesn’t Matter at All / From Rochdale to Ocho Rios
- 1981: Memories / Overdraft in Overdrive
- 1981: Les Nouveaux Riches / I Hate to Eat Alone
- 1981: Don’t Turn Me Away / Tomorrow’s World Today
- 1982: The Power of Love / You’re Coming Home Again
- 1982: We’ve Heard It All Before / Overdraft in Overdrive
- 1983: Food for Thought / The Secret Life of Henry
- 1992: Welcome to Paradise / Don’t / Lost in Love
- 1992: Woman in Love / Man With a Mission
- 1993: Dreadlock Holiday (Live)
- 1995: Ready to Go Home

## Videoalben
| Jahr | Titel                         | Höchstplatzierung, Gesamtwochen, AuszeichnungChartplatzierungen (Jahr, Titel, Platzierungen, Wochen, Auszeichnungen, Anmerkungen) | Höchstplatzierung, Gesamtwochen, AuszeichnungChartplatzierungen (Jahr, Titel, Platzierungen, Wochen, Auszeichnungen, Anmerkungen) | Höchstplatzierung, Gesamtwochen, AuszeichnungChartplatzierungen (Jahr, Titel, Platzierungen, Wochen, Auszeichnungen, Anmerkungen) | Höchstplatzierung, Gesamtwochen, AuszeichnungChartplatzierungen (Jahr, Titel, Platzierungen, Wochen, Auszeichnungen, Anmerkungen) | Höchstplatzierung, Gesamtwochen, AuszeichnungChartplatzierungen (Jahr, Titel, Platzierungen, Wochen, Auszeichnungen, Anmerkungen) | Anmerkungen                |
| Jahr | Titel                         | DE | AT | CH | UK | US | Anmerkungen                |
| ---- | ----------------------------- | --- | --- | --- | --- | --- | -------------------------- |
| 2001 | Alive – The Classic Hits Tour | — | — | — | UK8 (12 Wo.)UK | — | Erstveröffentlichung: 2001 |
| 2008 | Clever Clogs                  | — | — | — | UK30 (1 Wo.)UK | — | Erstveröffentlichung: 2008 |

Weitere Videoalben
- 1980: Live in Concert
- 2003: Live in Japan – Most Famous Hits
- 2004: From the Front Row.... Live
- 2004: Live in Japan
- 2005: Donna
- 2006: The Wall Strett Shuffle – In Concert

## Boxsets
- 1989: The Collection
- 1991: Great Box

## Statistik

### Chartauswertung
|                     | DE    | AT    | CH    | UK     | US    | IE    |
| ------------------- | ----- | ----- | ----- | ------ | ----- | ----- |
| Nummer-eins-Alben   | DE—DE | AT—AT | CH—CH | UK—UK  | US—US | IE—IE |
| Top-10-Alben        | DE—DE | AT—AT | CH—CH | UK8UK  | US—US | IE—IE |
| Alben in den Charts | DE2DE | AT—AT | CH—CH | UK17UK | US9US | IE—IE |

|                       | DE    | AT    | CH    | UK     | US     | IE     |
| --------------------- | ----- | ----- | ----- | ------ | ------ | ------ |
| Nummer-eins-Singles   | DE—DE | AT—AT | CH—CH | UK3UK  | US—US  | IE3IE  |
| Top-10-Singles        | DE2DE | AT1AT | CH3CH | UK12UK | US2US  | IE10IE |
| Singles in den Charts | DE6DE | AT2AT | CH3CH | UK17UK | US10US | IE11IE |

|                          | DE    | AT    | CH    | UK    | US    | IE    |
| ------------------------ | ----- | ----- | ----- | ----- | ----- | ----- |
| Nummer-eins-Videoalben   | DE—DE | AT—AT | CH—CH | UK—UK | US—US | IE—IE |
| Top-10-Videoalben        | DE—DE | AT—AT | CH—CH | UK1UK | US—US | IE—IE |
| Videoalben in den Charts | DE—DE | AT—AT | CH—CH | UK2UK | US—US | IE—IE |

### Auszeichnungen für Musikverkäufe
| Silberne Schallplatte - Dänemark - 1977: für das Album Deceptive Bends - 1978: für das Album Bloody Tourists - Norwegen - 1980: für das Album Bloody Tourists Goldene Schallplatte - Australien - 1977: für das Album Deceptive Bends - 1977: für das Album How Dare You! - 1977: für das Album The Original Soundtrack - Dänemark - 2025: für die Single I’m Not in Love - Kanada - 1978: für das Album Deceptive Bends - Niederlande - 1977: für das Album Deceptive Bends - 1979: für die Single Dreadlock Holiday - 1991: für das Album Changing Faces – The Very Best of 10cc and Godley & Creme | Platin-Schallplatte - Kanada - 1979: für das Album Bloody Tourists - Neuseeland - 1979: für das Album Bloody Tourists - 2022: für die Single I’m Not in Love - Niederlande - 1978: für das Album Bloody Tourists 2× Platin-Schallplatte - Neuseeland - 2023: für die Single Dreadlock Holiday |

Anmerkung: Auszeichnungen in Ländern aus den Charttabellen bzw. Chartboxen sind in ebendiesen zu finden.
| Land/RegionAuszeichnungen für Musikverkäufe (Land/Region, Auszeichnungen, Verkäufe, Quellen) | Silber     | Gold       | Platin       | Verkäufe  | Quellen                       |
| -------------------------------------------------------------------------------------------- | ---------- | ---------- | ------------ | --------- | ----------------------------- |
| Australien (ARIA)                                                                            | —          | 3× Gold3   | —            | 60.000    | Einzelnachweise               |
| Dänemark (IFPI)                                                                              | 2× Silber2 | Gold1      | —            | 50.000    | ifpi.dk                       |
| Kanada (MC)                                                                                  | —          | Gold1      | Platin1      | 150.000   | musiccanada.com               |
| Neuseeland (RMNZ)                                                                            | —          | —          | 4× Platin4   | 110.000   | aotearoamusiccharts.co.nz NZ2 |
| Niederlande (NVPI)                                                                           | —          | 3× Gold3   | Platin1      | 300.000   | nvpi.nl                       |
| Norwegen (IFPI)                                                                              | Silber1    | —          | —            | 25.000    | Einzelnachweise               |
| Vereinigte Staaten (RIAA)                                                                    | —          | Gold1      | —            | 1.000.000 | riaa.com                      |
| Vereinigtes Königreich (BPI)                                                                 | 4× Silber4 | 8× Gold8   | 4× Platin4   | 3.170.000 | bpi.co.uk                     |
| Insgesamt                                                                                    | 7× Silber7 | 17× Gold17 | 10× Platin10 |           |                               |